# غيلبرت رودمان
غيلبرت رودمان (بالإنجليزية: Gilbert Rodman)‏ هو محامي أمريكي، ولد في 21 أغسطس 1800، وتوفي في 15 يناير 1862.